# 胡里科塔湖
16°4′30″S 68°16′10″W / 16.07500°S 68.26944°W
胡里科塔湖（Juri Quta），是玻利維亞的湖泊，位於該國西部拉巴斯省的洛斯安地斯省，處於孔多里里山以北、維拉柳西塔山東南面和維拉柳西山以東的安第斯山脈的玻利維亞瑞阿爾山脈地區，長0.5公里、寬0.25公里，海拔高度4,596米。